# Ring (альбом)
| Оценки критиков | Оценки критиков |
| Источник        | Оценка          |
| --------------- | --------------- |
| Allmusic        | [ 1 ]           |

 Ring — пятый студийный альбом американской поп-рок-группы The Connells, выпущенный в 1993 году. Наиболее известным треком из этого альбома является песня «’74–’75», которая потом прозвучала в фильме 1995 года — «Тяжёлый». В Великобритании альбом достиг 36 места в UK Albums Chart, в то время как «’74-’75» достигла 14 места в UK Singles Chart. В США альбом сумел попасть на 199 место в Billboard 200 с синглом «Slackjawed», который попал на 9 место в чарте Hot Modern Rock Tracks.

## Список композиций
| №   | Название             | Автор(ы)                                   | Длительность |
| --- | -------------------- | ------------------------------------------ | ------------ |
| 1.  | «Slackjawed»         | Майк Коннелл                               | 4:00         |
| 2.  | «Carry My Picture»   | Майк Коннелл                               | 3:57         |
| 3.  | «'74–'75»            | Майк Коннелл                               | 4:38         |
| 4.  | «Doin' You»          | Джордж Хантли                              | 3:33         |
| 5.  | «Find Out»           | Дуг Макмиллан                              | 3:31         |
| 6.  | «Eyes On The Ground» | Дуг Макмиллан                              | 3:03         |
| 7.  | «Spiral»             | Майк Коннелл                               | 3:07         |
| 8.  | «Hey You»            | Дэвид Коннелл, Майк Коннелл, Дуг Макмиллан | 3:23         |
| 9.  | «New Boy»            | Майк Коннелл                               | 4:39         |
| 10. | «Disappointed»       | Майк Коннелл                               | 5:04         |
| 11. | «Burden»             | Майк Коннелл                               | 3:59         |
| 12. | «Any Day Now»        | Дуг Макмиллан                              | 2:39         |
| 13. | «Running Mary»       | Майк Коннелл                               | 4:40         |

| №   | Название             | Автор(ы)     | Длительность |
| --- | -------------------- | ------------ | ------------ |
| 14. | «Logan Street»       | Майк Коннелл | 3:39         |
| 15. | «Wonder Why»         | Майк Коннелл | 3:14         |
| 16. | «Living in the Past» | Иэн Андерсон | 2:43         |

## Участники записи
The Connells
- Дуг Макмиллан — вокал, гитара
- Майк Коннелл[англ.]- гитара, вокал
- Джордж Хантли[англ.] — гитара, мандолина, вокал
- Стив Потак — фортепиано, орга́н, клавишные
- Дэвид Коннелл — бас
- Пил Уимберли — ударные, перкуссия

Дополнительный персонал
- Тим Харпер — клавишные, бэк-вокал
- Каро Джорданл — скрипка